# Zwartoorhoningeter
De zwartoorhoningeter (Manorina melanotis) is een zangvogel uit de familie honingeters (Meliphagidae). De vogel werd in 1911 geldig beschreven door de Australische vogelkundige Francis Erasmus Wilson. Het is een bedreigde, endemische vogelsoort in Australië.

## Kenmerken
De vogel is 23 tot 26 cm lang. De vogel is van boven donkergrijs, de staart is grijs met zwart. De vleugelpennen hebben licht olijfkleurige randen. Rond het oog en de oorstreek heeft de vogel een zwart masker. De kin is grijs en daaronder loopt een smalle, donkergrijze baardstreep. De borst is lichtgrijs met een donkerder schubbenpatroon, de buik is wit. De snavel is geel.

## Verspreiding en leefgebied
Deze vogel is endemisch in Zuid-Australië waar 95% van de populatie is geconcentreerd; een kleine populatie bevindt zich in Victoria. De vogel is verdwenen uit New South Wales. Het leefgebied bestaat uit half open bos in vrij droog gebied in het oorspronkelijke (niet bedijkte) stroomgebied van de Murray met bepaalde soorten Eucalyptus-bomen en met ondergroei.

## Status
De zwartoorhoningeter heeft een beperkt verspreidingsgebied en daardoor is de kans op uitsterven aanwezig. De grootte van de populatie werd in 2019 door BirdLife International geschat op 400 tot 2000 volwassen individuen en de populatie-aantallen nemen af door habitatverlies en bastaardering met de witstuithoningeter (M. flavigula). Het zeer specifieke leefgebied wordt sinds de jaren 1930 aangetast door ontbossing waarbij dit type bos wordt omgezet in gebied voor beweiding. Hierdoor ontstond contact met het leefgebied van de nauw verwante witstuithoningeter. Om deze redenen staat deze soort als bedreigd op de Rode Lijst van de IUCN.